# Salvador Allende (pel·lícula)
Salvador Allende, vive en la memoria és una pel·lícula documental xilena dirigida per Patricio Guzmán. El documental segueix la vida de l'enderrocat ex president de Xile, Salvador Allende, des del dia que neix, fins al dia que mor (11 de setembre de 1973), encara que s'aprofundeix en la seva època com a governant del país. Es va estrenar el 24 de setembre de 2004 a Xile. S'ha doblat al català.

## Sinopsi
Se segueix la vida de Salvador Allende, des que va néixer (26 de juny de 1908 a Valparaíso), fins al dia en què va morir (11 de setembre de 1973 a Santiago de Xile). Però se centra en el període en el qual va ser president, mostrant el pla que tenien els Estats Units, les protestes, falta de mercaderia a les botigues, arribant fins al cop d'estat, on el narrador acaba dient:
| « | Narrador: “Aquest dia, després d'hores de combat, el president Salvador Allende Gossens se suïcida, disparant-se al cap. Des d'aquest moment fins a 1990, el país veuria córrer molta sang de gent innocent, que per pensar diferent van ser torturades i assassinades.” | » |

Tot això és gràcies a fotos, vídeos, revistes i testimoniatges de persones de l'època.

## Elenc
Cal dir que l'elenc són les mateixes persones de l'era, que són mostrades a través de fotos i vídeos:
- Patricio Guzmán com Narrador en castellà.
- Jacques Bidou com Narrador en francès (Versió francesa).
- Salvador Allende com Salvador Allende.
- Alejandro González com Alejandro "Mono" González.
- Ema Malig com Ema Malig.
- Anita com Anita.
- Víctor Pey com Víctor Pey.
- Sergio Vuskovic com Sergio Vuskovic.
- Edward M. Korry com Edward Korry.
- Isabel Allende com Isabel Allende.
- Ernesto Salamanca com Ernesto Salamanca.
- Carmen Paz com Carmen Paz.
- Claudina Nuñez com Claudina Núñez.
- Volodia Teitelboim com Volodia Teitelboim.
- Carlos Pino com Carlos Pino.
- Carlos Rossel com Carlos Rossel.
- Larris Araya com Larris Araya.
- Enrique Molina com Enrique Molina.
- Miria Contreras com Miria Contreras.
- Verónica Ahumada com Verónica Ahuamda.
- Arturo Jirón com Arturo Jirón.
- José Balmes com José Balmes.
- Gonzalo Millian com Gonzalo Millian.
- Fidel Castro com Fidel Castro.
- Henry Kissinger com Henry Kissinger.
- Richard Nixon com Richard Nixon.
- Augusto Pinochet com Augusto Pinochet.

## Recepció
Fou exhibida fora de competició al 57è Festival Internacional de Cinema de Canes. Fou nominada al Goya a la millor pel·lícula documental. També fou exhibida al Festival Internacional de Cinema de Sant Sebastià del 2004 i fou nominada als Premis Barcelona de Cinema de 2005.